# Diego Malta
Diego Malta ist ein ehemaliger mexikanischer Fußballtrainer, der zwischen 1976 und 1989 diverse Erstligavereine betreute und in den 1980er Jahren dreimal die Meisterschaft der zweiten Liga gewann.

## Trainerstationen
Sein Debüt in der mexikanischen Primera División gab er in der Saison 1976/77 in Diensten der Tecos de la UAG. 
Danach betreute er die in der zweiten Liga spielende Mannschaft von Atlético Morelia, mit der er zum Ende der Saison 1980/81 den Aufstieg in die erste Liga schaffte und die er bis zum 20. Spieltag der Erstligasaison 1981/82 betreute, als Morelia im Aztekenstadion von Mexiko-Stadt mit 1:4 gegen den Gastgeber Atlante unterlag. Nach dieser Niederlage wurde Malta von José Moncebáez abgelöst.
Anschließend betreute er die Mannschaft der Freseros de Irapuato und führte auch sie zum Saisonende 1984/85 ins Fußballoberhaus. Erneut war sein Schicksal mit dem Hauptstadtverein Atlante verknüpft, dem er diesmal mit 0:3 in deren Estadio Azulgrana unterlag. Diese Niederlage vom 17. Oktober 1986 kostete ihn erneut seinen Job, nachdem Irapuato in den insgesamt zwölf Spielen der Saison 1986/87 nur ein einziger Sieg (3:0 gegen den Querétaro FC am 4. September 1986) gelungen war. 
Am Ende der Saison 1986/87 gelang ihm mit den Correcaminos de la UAT zum dritten Mal der Aufstieg aus der zweiten Liga und er betreute die Mannschaft auch während der Erstliga-Saison 1987/88. 
In der Saison 1988/89 sprang er zwischen dem 26. Februar und 2. April 1989 für sieben Spiele als Interimstrainer von Santos Laguna ein. Nach zunächst drei Remis in Folge unterlag seine Mannschaft viermal in Serie. Die 1:2-Niederlage gegen den Hauptstadtverein América war sein letzter Einsatz als Cheftrainer in der mexikanischen Primera División. 

## Erfolge
- Mexikanischer Zweitligameister: 1980/81, 1984/85, 1986/87